# 經典雜誌
《經典》雜誌創辦於1998年8月1日，為慈濟傳播人文志業基金會 （页面存档备份，存于）創辦的月刊型雜誌，刊載內容多元，為一本針對生態環境、歷史、地理及當代人文議題做深入探討的中文月刊；宗旨為為時代做見證，為人類寫歷史，秉持不做八卦新聞、不任意奉承、不教人賺錢之道、不迎合奉承。
另外，《經典》雜誌在大愛電視有專屬節目《經典.tv》。

## 獲獎紀錄

### 1999年
- 台灣永續報導獎第二名（第3期《遠離惡水》）

### 2000年
- 2000年金鼎獎：
  - 「雜誌編輯獎」
  - 「雜誌個人獎」公共服務：陳淑華（《老人專題》）

### 2001年
- 2001年金鼎獎：
  - 「優良雜誌出版推薦獎」人文及社會類

### 2002年
- 2002年金鼎獎：
  - 「圖書主編獎」（專書：《發現南島》）

### 2003年
- 2003年金鼎獎：
  - 「雜誌出版獎」最佳人文類雜誌獎
  - 「雜誌個人獎」最佳雜誌攝影：王志宏（第43期《我們需要希望》）

### 2004年
- 2004年金鼎獎：
  - 「雜誌個人獎」最佳雜誌專題報導：王志宏、李菁菁、李光欣、林志恆、蔡佳珊（《西域記風塵》）
  - 「雜誌個人獎」最佳雜誌攝影：王嘉菲（《西域記風塵》）
  - 「圖書出版獎」一般圖書類-人文類（專書：《西域記風塵》）
  - 「圖書出版獎」一般圖書類-科學類（專書：《我們姓台灣》）
  - 「圖書個人獎」一般圖書類-圖書主編：王志宏（專書：《西域記風塵》）

### 2005年
- 2005年SOPA （页面存档备份，存于）亞洲卓越編輯獎-中文雜誌榮譽提名獎(The Society of Publishers in Asia 2005 Awards for Editorial Excellence: Honourable Mention in Chinese Magazines)

### 2006年
- 「兩岸關係暨大陸新聞報導獎」新聞攝影獎：蕭耀華（第90期《石頭山上的脫貧夢》）
- 「經典.TV」節目獲廣電基金會「2006年第二季推薦優良電視節目」評鑑活動推薦（節目：大愛電視台「經典.TV」）
- 2006年SOPA亞洲卓越編輯獎-中文雜誌最佳新聞攝影獎(The Society of Publishers in Asia 2006 Awards for Editorial Excellence: Certificate of Excellence in News Photography)：安培淂（第88期《南亞大地震》）
- 2006年金鼎獎：
  - 「雜誌出版獎」最佳人文類雜誌獎
  - 「雜誌個人獎」最佳雜誌專題報導：黃同弘（《一九四五專題系列》）
  - 「雜誌個人獎」最佳專欄寫作：賴其萬（《杏林筆記》）
  - 「雜誌個人獎」最佳雜誌攝影：林國彰（第84期《十八年來『第一班』，中國麻風村裏的台灣情》）

### 2007年
- 2007年金鼎獎：
  - 「雜誌出版獎」最佳人文類雜誌獎
  - 「雜誌個人獎」最佳雜誌專題報導：燕珍宜（第100期《雪山魔咒vs.台灣精神 雪山隧道的開鑿與影響》）
  - 「雜誌個人獎」最佳編輯獎：王志宏、蔡文村、潘美玲
  - 「雜誌個人獎」最佳雜誌攝影：杜志剛（第98期《紅潮消褪後的烏蘭巴托 蒙古帝國八百年》）
  - 「圖書個人獎」一般圖書類－最佳圖書主編：黃同弘、洪淑芬、賴志銘（專書：《台灣四百年：慈善、醫療、教育、人文》）

### 2008年
- 2008年金鼎獎：
  - 「雜誌個人獎」最佳雜誌專題報導：陳世慧（《台灣之路》）
  - 「雜誌個人獎」最佳雜誌攝影：杜志剛（第110期《大河入海 湄公河的富饒與嗚咽》）

### 2009年
- 2009年金鼎獎：
  - 「雜誌出版獎」最佳人文類雜誌
  - 「雜誌個人獎」最佳雜誌專題報導：陳世慧、田哲榮（《川流台灣系列》）
  - 「雜誌個人獎」最佳雜誌攝影：王汶松（《浮游國度系列》）
  - 「一般圖書類個人獎」最佳主編獎：王志宏、黃同弘（專書：《台灣脈動：省道的築夢與築路》）
- 第3屆扶輪公益新聞金輪獎
  - 一般類「平面採訪報獎」：陳世慧（第128期《蘭陽溪 水水宜蘭》）
  - 一般類「平面採訪報獎」：田哲榮（第122期《高屏溪 重生的工業大河》）

### 2010年
- 第24屆吳舜文新聞獎
  - 專題新聞攝影獎：劉子正（第136期《問天：與自然共生》組合照片）
- 2010年金鼎獎
  - 最佳年度雜誌獎
  - 最佳人文藝術雜誌獎
  - 雜誌類特別貢獻獎：王志宏
  - 「雜誌個人獎」最佳主編獎：王志宏、蔡文村、潘美玲
  - 「雜誌個人獎」最佳專欄寫作獎：江才健（專欄：《科學手記》）
  - 「雜誌個人獎」最佳攝影獎：王徵吉（《返家八千里：黑面琵鷺遷徙紀事》）
  - 「一般圖書類個人獎」最佳非文學獎：陳世慧、田哲榮、安培淂、徐安隆、陳弘岱（專書：《川流台灣：福爾摩沙水經注》）
- 第1屆台海新聞攝影大賽－最佳照片獎「金浪獎」：劉子正（第136期《八八水災後》組合照片）

### 2011年
- 第25屆吳舜文新聞獎－專題新聞攝影獎：黃世澤（《回收場裡的寧靜革命》等八張作品）
- 2011年金鼎獎
  - 「雜誌個人獎」最佳雜誌攝影：安培淂（《海峽系列：直布羅陀海峽、曼德海峽、博斯普魯斯海峽、英吉利海峽》）

### 2012年
- 第6屆扶輪公益新聞金輪獎－一般類「平面採訪報獎」：潘美玲、林韋萱、黃子珊、居芮筠、陳世慧（《環境新五行》）
- 第26屆吳舜文新聞獎專題新聞攝影獎 ：安培淂 第167期【文明密碼】難行仍行 邁向理想環境的交通規畫
- 第16屆兩岸新聞報導獎平面新聞攝影獎 ：黃世澤獲獎專題：第167期【唐風綢繆】遷徙承襲 香港華人文化的流放更生

### 2013年
- 第37屆金鼎獎《最佳人文藝術雜誌獎》
- 第37屆金鼎獎雜誌類
  - 「雜誌個人獎」最佳專題報導獎：潘美玲、黃子珊(《唐風綢繆：拾綴移留的文化遺產》)
- 第39屆曾虛白先生新聞獎暨2013年台達能源與氣候特別獎：居芮筠、張子午、陳世慧《文明密碼：台灣「進步」啟示錄》
- 2013年消費者權益報導獎
  - 雜誌類專題報導獎─潘美玲、蔡佳珊 (《台灣綠食堂》)
- 第12屆卓越新聞獎 
  - 平面類國際新聞報導獎─張子午、黃子珊《紛分和合─由裂變與統合之鏡，照見自身》

### 2014年
- 第8屆扶輪公益新聞金輪獎平面報導優等獎 (《咱ㄟ社區──永續台灣的美好力量》)
- 第13屆卓越新聞獎平面類─新聞攝影獎(系列)〈兩岸流動〉

### 2015年
- 第19屆兩岸新聞報導獎
  - 雜誌報導獎優勝──趙中麒、黃書緯 (〈中國線上〉)
  - 平面新聞攝影獎佳作──劉子正、黃世澤(〈兩岸文明分野─對兩岸社會的觀察〉)
- 第4屆臺海新聞攝影大賽 金浪獎──劉子正(〈兩岸流動〉)

### 2016年
- 第40屆金鼎獎雜誌類
  - 「雜誌個人獎」最佳攝影獎：劉子正、黃世澤(專題：「真食餐桌」；專書：《餐桌上的真食：用腦決定飲食風景，吃出環境永續》)

### 2021年
- 第45屆金鼎獎雜誌類
  - 「雜誌個人獎」最佳攝影獎：安培淂(Alberto Buzzola) 《出神入話系列》

## 經典團隊
- 創辦人：釋證嚴
- 發行人：王端正
- 合心精進長：姚仁祿
- 總編輯：王志宏
- 副總編輯：潘美玲
- 執行編輯：王靖婷
- 資深撰述：胡毋意、白宜君
- 撰述：吳佳珍
- 攝影組召集人：安培淂(Alberto Buzzola)
- 資深攝影：劉子正
- 攝影：鄭映航
- 圖片資料編輯：高琦懿
- 美術指導：邱宇陞
- 資深美編：蔡雅君、黃昭寧
- 網路編輯：陳欣伶
- 行政助理編輯：高琦懿

### 圖書出版部
- 主編：蔡文村、陳玫君、賴志銘
- 叢書編輯：涂慶鐘、邱淑絹、何祺婷
- 童書編輯：施怡年
- 美術編輯：黃靜薇

### 人文推廣中心
- 發行部：陳元煇、賴万正、周寶珠、黃柏維、李昊恩
- 廣告服務專線：02-2898-9000分機2138

### 顧問群
- 顧問：王秋桂、李明亮、於幼華、周昌弘、周添城、吳英璋、林曜松、柳中明、孫大川、許木柱、張石角、畢恒達、張勝彥、楊國樞、劉益昌
- 法律顧問：蔡玉玲

### 文化志工
李佳穎、李鼎銘、林臣英、孫若男、黃華德、楊美瑳、陳昭誠